# 促發 (心理學)

比較受試者的反應時間 (RT)，左邊一組應該在最後的試驗時反應更快。

促發（英語：priming）是一種內隱記憶的效應，也被称为启动效应, 而這個效果是指受到一種刺激 （即知覺模式）時，會影響到另一個刺激的反應。Meyer和Schvaneveldt在1970年代初期的生殖實驗  中，讓研究中的許多物種促發並開花。他們最初的成果顯示人們很快地決定一串字母串成為一個字，是當這個字是接在一個有關聯或語義相關的字之後。例如： 當我們聽到護士時，會很快地想到醫生而不是麵包 。各種實驗 支持的理論，就是在詞彙判斷的任務中激發擴散相關的想法，為了促進觀察而作得最好的說明。促發典範提供良好的控制，在認知處理和相關行為的個別刺激的效果之上，因為相同目標的刺激可以用不同的激發呈現。因此，性能的差異像是函數的差異在促發的刺激上，必須被歸因於在目標刺激的處理激發的效果。實驗中不能讓到受試者有意識地去記得刺激物，否則因他們改用了外顯記憶方法而污染了測試結果。
促發會發生在知覺的、語義的或概念的刺激重複。例如：如果有一個人讀一張包括單字表 的清單，並要求他完成這張表，而且要從標籤 這個字開始，他或她將回答單字表 的可能性好過於如果他們沒有被促發。另一個例子則是，如果人們看到一個不完整的草圖，他們無法去確定，他們就會顯示更多的草圖，直到他們認識這張圖片，然後他們將會確定這張草圖是在更早的階段比他們第一時間確認還有可能。 
促發效應會是非常顯著及持久的，甚至比簡單的識別記憶還要顯著及持久。 無意識促發效應會影響字幹測試中的字的選擇，在字已經自覺地被遺忘自之後。
促發運作得最好時，是當兩個刺激都用相同的模式 。例如：視覺的促發配上視覺的暗示運作得最好，以及口頭的促發配上口頭的暗示運作得也很好。但促發也會發生在模式之間，或在語義相關的字之間，例如「醫生」和「護士」。 

## 類型

### 正向和負向的促發
專有名詞正向 和負向 的促發是指促發影響的處理速度。正向的促發是加速處理，而負向的促發是速度比未促發的水平還慢。  正向的促發是被簡單地受到刺激所引起， 而負向的促發是被受到刺激，並且忽視它所引起。   正向的促發效應發生，即使促發是無意識的被看見。  正向和負向的促發效應在事件相關電位（ERP）的讀數是看的見的。 
正向的促發被認為是由激發擴散所引起。  這意味著第一次刺激激發在記憶中特定表示或關聯的部分，是在執行動作或任務之前。這表示當遇到第二次刺激時，已經有部分被激發，所以對於一個成為有意識的察覺，少量的額外激發是被需要的。
負向的促發則是比較難以解釋。許多模式已經被假設，但目前最廣為接受的是干預抑制和情節提取模式。  在干預抑制的模式中，忽視刺激的激發是由大腦所抑制。  情節提取的模式假設，忽視的項目是被大腦標記「不要回應」。之後，當大腦去提取訊息，標籤會暗示有矛盾。解決這個矛盾的時間會導致負向的促發。  雖然這兩種模式仍然有效，但最近的科學研究已經引導科學家擺脫干預抑制模式的依賴。 

### 知覺和概念的促發
感性 和概念 的激發之間的差異，是不管相似形式 的項目或是相似含意 的項目各自地被激發。
知覺的促發是基於刺激的形式，以及由早期和晚期的刺激之間相配所提升。知覺的促發對刺激的形態和精確的形式是敏感的。一個知覺促發的例子是在字根完成作業中作非完整的字的辨識。視覺激發的呈現並非和後來測試那為了工作而作得呈現完全地一致。研究顯示，例如：刺激的絕對尺寸是可以改變的，而且依舊提供促發的重要證據。 感性主要依靠新皮質而非中顳葉(MTL)。
概念的促發是基於刺激的意義和語義任務的提升。例如： 桌子 ，促發效應將會顯示椅子 ，因為桌子 和椅子 屬於相同類別。 

### 重複
重複促發  ，也稱為直接促發  ，是一種正向促發的形式。當經歷一個刺激時，同時也產生促發。如果再度遇到相關的刺激經驗時大腦能處理的更加快速。  這種效應已經被發現在詞彙判斷作業的字當中。從BOLD訊號可以看到減少了神經活動，稱為重覆壓抑（英語：Repetition suppression）。

### 語義
因為促發物與目標不一樣，語義促發 稱為間接促發。激發字和目標是由相同的語義類別和共享功能而來。 例如：狗 這個字是狼的 語義激發字，因為這兩個都是相似的動物。語義促發理論是因為在聯結網路中的刺激擴散所運作。  當一個人想到類別中的一個項目，相似的項目就會被大腦所刺激。即使他們沒有運作，詞素 依然可以激發包括他們的完整的字。 這方面的例子是當我們想到「心裡-」這個詞素就會激發「心理學」這個字。

### 聯想促發
在聯想促發  中，目標是一個受到激發而常出現的字，這就是「相關」，但在語義特徵沒有必然的關係。 狗 的聯想促發會是貓 ， 因為字之間的密切關聯和出現頻率經常會伴隨在一起（在成語中，像是「傾盆大雨」）。  類似的效應被稱為上下文促發  。上下文促發的運作，是使用上下文去對此上下文中，可能發生的刺激作加速處理。這種效應的有效應用是閱讀書面文字。  句子的語法和詞彙，在後來的句子會出現得字詞中，提供了上下文的線索。這些後來的字被處理的比他們獨立閱讀，還要更加快速，而且效果也好過於困難或罕見的字。 

### 反應促發
在視覺知覺和機動控制的心理學中，專有名詞反應促發 表示視覺機動促發效應的一個特殊形式。反應促發的變異屬性，是激發字和目標呈現快速的接續（通常相距不到100毫秒），並連接到相同的或另類的機動反應。   當執行加速機動的反應，將目標刺激分類時，目標之前的激發，分配到不同的反應作為目標，可以立即引誘出反應的矛盾。這些反應矛盾在機動行為中有明顯的影響，導致促發效應，例如：在反應時間上以及錯誤率。反應促發的特殊屬性是視覺促發意識的獨立性。例如：反應促發效應增加的條件下，是當視覺促發意識正在下降時。 

### 掩蔽促發
掩蔽促發的典範已經被廣泛應用在過去的二十年，為了研究視字辨識中拼寫和音韻的激發。
專有名詞「掩蔽」是指激發字或假字被符號像是######給掩蔽的事實，而那個符號可以以向前的方式（激發前）呈現或向後的方式（激發後）呈現。這些掩蔽能減少激發的能見度。激發在這種典範中，常常呈現小於80毫秒（但通常在40-60毫秒之間）。
總而言之，短的SOA（刺激發生異步性，例如：掩蔽發生和激發之間的時間延遲）與掩蔽有關聯，使掩蔽促發典範成為好的工具，去研究在視字辨識中，自動與控制不住的激發。 Forster認為掩蔽促發是促發的一個純正的形式，作為任何有意識的正確評論，在激發和目標關係之間被有效地刪除，因此移除主體的能力去用策略地用激發來作決定。從眾多的實驗結果顯示，促發的某些形式出現在，非常難發生在看得見的激發上。一個像這樣的例子是形式促發，與促發相似但目標不相同（例如： 自然的  - 成熟的  ）。 

### 善意促發
善意促發是一種促發的特殊形式，發生在當一個主體經歷善良的行為，隨後經歷當遇到正向刺激時，所激發的較低門檻。善意促發的獨特之處在於，除了增加正向連結網路的激發外，還導致臨時增加負向刺激的阻礙。

## 測量促發的影響
促發效應可以在許多內隱記憶的測試中被發現。測試像是字根完成作業 和字的片段完成作業，用來測量知覺的促發 。在字根完成作業中，給予受試者研究的單字，然後告訴完成字「根」，要是第一個想到的字，而且由三個字母所組成。促發效應察覺到，當受試者在研究表上完成字根的字時，往往多於新的字。字的片段完成作業是相似的，但給予受試者字的根，替代成給予受試者一些字母消失的字。詞彙判斷作業可以用來證明概念的促發。  在這個作業中，受試者被要求去判斷給予的一串符號是字或非字。促發被證明為，當受試者很快地反應字時，是因為他已經被語義相關的字給激發，例如：確認「護士」這個字，當「醫生」在他之前，更快於確認當「奶油」在他之前。其他的證據已經從大腦受傷的病患，透過大腦的影像和研究中發現。

## 腦神經損傷的影響

### 健忘症
健忘症患者是指他們的內側顳葉 受到損害，導致他們每天的事實和事件的外顯記憶損傷。在健忘症的患者中，促發研究有著不同的結果，取決於促發測試的完成，以及教學語法這兩種類型。
遺忘症的患者做知覺促發 的作業作得和健康的患者一樣好，但他們顯然對完成概念促發 的作業有些困難，這取決於特定的測試。例如：他們能正常地執行類別例子的生產作業，但顯然在任何包括回答一般知識的問題作業中，促發會被損害。 
教學語法和測試有相關聯，並在健忘症的能力能夠成功地完成作業上，感到戲劇性的衝擊。當執行字根完成測試時，並告訴他們用出現在腦中的第一個字去完成字根，患者就能夠成功地完成作業，但如果明確地告訴他們想一個研究表上的字去完成字根，患者會執行得比平均水平還低。
整體來說，健忘症患者的研究指出，促發是被大腦神經系統和支撐外顯記憶的內側顳葉系統所分開來控制。

### 失語症
也許在神經病患者中第一次使用語義促發的是中風的失語症患者。在一項研究中，威尼克氏失語症的患者無法做出語義判斷，這就是語義促發的證據，而布洛卡失語症的患者能做出語義判斷，這就表示他的促發比威尼克氏失語症或正常的控管還要不一致（Milberg 和 Blumstein，1981年）。這種分解被Blumstein、Milberg以及他們的同事延伸到其他語言學的類別，像是音韻學和句法處理。

### 癡呆症
阿茲海默症（AD）的患者，癡呆是最常見的形式，已經和促發一樣被廣泛地研究。結果卻和某些情況互相矛盾，但整體來說，AD患者在字根完成和自由聯想作業的中，降低 促發的效應，同時保留在詞彙判斷作業中，正常的表現。 這結果表示，AD患者在任何需要刺激的語意處理的促發任務中被損傷，同時促發任務是需要不受阿茲海默所影響的刺激的視覺知覺解釋。

### 局部病灶型皮質病變
病患J.P.，在顳葉顳左中迴中風，導致聽覺言語失認症 -無法理解說的話，但仍然有讀和寫的能力，也不影響聽的能力。J.P.顯示正常的知覺促發，但他概念促發的說話能力果然有受損。 另一個病患N.G.，是受到prosopanomia（ 無法擷取專有名詞），伴隨著他左側顳葉受損的病患，他無法自主地提供人或城市的名字，但能夠成功地完成字的片段完成練習，伴隨著這些名字的促發。這證明了未受損的知覺促發能力。

## 認知神經科學

### 知覺的促發

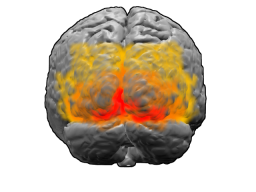
紋外腦皮層（呈現橙色和紅色）被認為是參與知覺的促發

促發，同時提高性能在感官刺激重複的大腦皮質上，減少神經系統的處理。這已經在單細胞的記錄中和腦波圖 （EEG）的γ波 中發現， 採用PET 和機能的MRI。  這種減少，是因為在早期的感覺區，減少表示刺激神精元的數量，所代表的尖銳化。這導致在更高的認知領域中所代表的對象，神經元的激發有更多選擇性。 

### 概念的促發
概念的促發已經被連接到在左前額皮質中減少血流量。  左前額皮質被認為是包含在其他作業中，字的語意處理。 
這個觀點是知覺的促發是被紋狀外皮質所控制，同時概念的促發是被左前額皮質毫無疑問地過成過度簡化所控制，而現在的工作專注於說明大腦的區域包含促發中更多的細節。 

## 在日常生活
促發被認為是在陳規的系統中扮演著很重要的一部分。這是因為注意到響應增加的頻率，即使參與的反應是不希望得到的。 注意力給予這些反應或行為激發來啟動他們對後續的激發。 另一種方式解釋這個過程是自動化 。如果特質的描述，例如「愚蠢」或「友善」，已經是最近頻繁地在使用，這些描述可以自動化地用來解釋某人的行為。個人沒有意識到這點，可能會導致與他們個人信念不一致的行為。
即使主體沒有意識到促發刺激，這也是有可能會發生。 這個例子是由Bargh等人在1996年所完成的。主體會暗示地激發一些字和老人的刻版印象有關（例如：佛羅里達州，健忘的，皺紋﹞。雖然這些字沒有明確地提到速度或緩慢，但那些被激發出這些字的人，走的比那些被激發中性刺激的人還要更慢地離開測試攤位。 類似的效應，被發現伴隨著粗魯和禮貌的刺激：那些有粗字的激發比那些中性字的激發更有可能去中斷調查人員，而那些禮貌字眼的激發最不容易被中斷 一個耶魯大學的研究表示，在訪問結果可能是令人愉悅或採訪者的負面評價之前，有些東西就像拿著熱飲或冷飲一樣簡單。 但是卻出現了一個嚴重的複製缺陷（見下文）。
這些調查結果已經延伸到治療性的干預。例如：Cox等人（2012年）提出了一個憂鬱的病人，而且她對「自己的自我刻板印象是無能」，治療師發現可以用一些方法去激發她，用特殊的情況讓她知道她過去曾經是有能力的...使她有能力的記憶更顯著，進而去減少他無能的刻板印象。“
目標促發結果的複製能力和解釋已經變成了爭議。 最近的研究發現複製已經失敗，包括年齡的促發， 與失敗複製的額外報告及其它的發現，像是社會距離也被報導出來。  

## 心理學其他研究

### 跨文化心理學
語言也會影響人的思維。例如文化促發 (Culture priming)激活了人們的心態 (mindset)。比較中英文的報紙，英文的報紙會有更多的個人特徵的描述，而中文報紙則有更多關係與角色的描述。另外，透過也「I vs We task」來讓受試者在試驗前讀一些文章，然要有意識地圈出一些代名詞：「我」或「我們」，來促發人們的獨立我或相依我(Independent and interdependent construals of self) 的概念。

## 評論
雖然語義、關聯、和形式促發已經制定的很好，但一些長期的促發效應在未來的研究中不能被複製，所以對他們的有效性甚至存在性依舊保有懷疑。 諾貝爾獎得主，心理學家Daniel Kahneman呼籲促發的研究人員去檢查他們的研究結果的可靠性並向社會公開一封信，聲稱激發已經成為「典型代表對關於心理學研究的誠信有所懷疑」。其他評論家也已經斷言，促發研究受大多數出版偏見、 實驗者效應 和這領域的評論這些沒有建設性的處理所苦。